# Народная партия — Движение за демократическую Словакию
Народная партия — Движение за демократическую Словакию (словац. Ľudová strana — Hnutie za demokratické Slovensko — ĽS-HZDS; до 2003 года — Движение за демократическую Словакию — ДЗДС) — политическая партия, существовавшая в 1991—2014 годах в Словакии.
Начало существованию партии было положено 5 марта 1991 года. Целью нового общественного движения «За демократическую Словакию», созданного членами движения «Общественность против насилия» — словацкого аналога Гражданского форума, — стала поддержка премьер-министра Словацкой Социалистической Республики Владимира Мечьяра. 3 мая новое движение было зарегистрировано, однако уже 6 мая Мечьяр был вынужден уйти с поста премьер-министра. Первый съезд партии прошёл 22 июня 1991 года в Банска-Бистрице. В 1992 году партия добилась значительного успеха на парламентских выборах, получив 37,26 % голосов и проведя 74 депутата в Словацкую Национальную раду ЧСР. С 1992 по 1998 годы партия была правящей (с небольшим перерывом в 1994 году), после чего перешла в оппозицию. Председателем партии с момента её основания является Владимир Мечьяр.
В июне 2003 года на съезде в Пухове название партии было изменено на нынешнее.
В 2006 году победившая на парламентских выборах левоцентристская партия «Курс — социальная демократия» во главе с Робертом Фицо сформировала правящую коалицию с участием ДЗДС и националистической Словацкой национальной партии. Партия имела два министерских портфеля — финансов и сельского хозяйства. В 2004—2009 годах партия была представлена в Европарламенте 3 депутатами из 14 мест, отведённых для Словакии в тот период. В 2004—2014 годах представителем ДЗДС в Европарламенте являлся Сергей Козлик.
На парламентских выборах 12 июня 2010 года партия не сумела преодолеть пятипроцентный барьер (она получила 109 480 (4,32 %) голосов) и лишилась представительства в парламенте.
В 2014 году партия официально прекратила существование.

## Участие в выборах
| Выборы              | Голосов | Мест | Δ       |
| ------------------- | ------- | ---- | ------- |
| 1992, парламентские | 37,26 % | 74   | Впервые |
| 1994, парламентские | 34,94 % | 61   | ▼ 13    |
| 1998, парламентские | 27 %    | 43   | ▼ 18    |
| 2002, парламентские | 19,5 %  | 36   | ▼ 7     |
| 2004, Европарламент | 17,04 % | 3    | Впервые |
| 2006, парламентские | 8,79 %  | 15   | ▼ 21    |
| 2009, Европарламент | 8,97 %  | 1    | ▼ 2     |
| 2010, парламентские | 4,32 %  | 0    | ▼ 15    |
| 2012, парламентские | 0,93 %  | 0    | ▬       |